# دخيل النجفي
الشيخ دخيل بن محمد بن قاسم الحچامي النجفي (1245 هـ - 1305 هـ). رجل دين وفقيه ومرجع شيعي عراقي ينتمي إلى عشيرة بني حچام، وهي عشيرة عربية تقطن في محافظة ذي قار العراقيَّة، وبالخصوص في قضاء سوق الشيوخ.
كان الحچامي النجفي مقيماً بالنجف معلماً وأستاذاً، وقد تتلمذ على مرتضى الأنصاري، ومهدي القزويني، ومحمد حسين الكاظمي. وله عدد من المُؤلّفات والمُصنّفات. ومن آثاره أنه عَمّر في العراق أربعة مساجد، وكان مداوماً على إقامة صلاة الجماعة بكل منها جماعة، أحد هذه المساجد في مركز مدينة الناصرية، والثاني في سوق الشيوخ، والثالث في شطرة المنتفك، والرابع في قلعة سكر.

## مؤلفاته
ترك عدداً من الكتب المذكورة في تراجمه وفي بعض الفهارس، ومن كتبه ومصنفاته:
| - أنوار الفقاهة. شرح على كتاب شرائع الإسلام في مسائل الحلال والحرام للحلي، وقد خرج منه عدّة مجلدات، وقد ذكره آغا بزرگ الطهراني في ذريعته، وأدرجه ضمن قائمة كتب الفقه الاستدلالي، وقال عنه: ”خرج منه من أول الطهارة إلى أوائل الصلاة. رأيتها في ست مجلدات عند ولديه الشيخ حسن والشيخ جعفر بالنجف“. - حاشية على المكاسب. حاشيةٌ على كتاب المكاسب لمرتضى الأنصاري. | - رسالة عملية. الرسالة العملية المُوجّهة لعمل مُقلّديه. - رسالة في الرد على الأخبارية. ذكر آغا بزرگ الطهراني أن نسخة هذا الكتاب كانت موجودة عند حسن ابن المؤلف، وأنّ عليها تقريظ بقلم أستاذه مهدي القزويني، وقد ذكر مثل ذلك محسن الأمين في الأعيان وذكر أن مهدي القزويني كتب على ظهر هذا الكتاب: ”شهادة اجتهاد مطلق وثناءاً فائقاً على المؤلف“. |

## ذريته
له ابنان من رجال الدين قاما بحفظ مخطوطات والدهما بعد وفاته، وهما:
| - حسن (1290 هـ - 1367 هـ): مؤلف لبعض الكتب منها تراجم الفضلاء من جميع الفرق، كما قام بتحقيق بعض الكتب وإخراجها للطباعة ككتاب إحقاق الحق لنور الله التستري. | - جعفر. |